# Adrienne Lecouvreur
Adrienne Lecouvreur, Couvreur, francoska igralka, * 5. april 1692, Damery, † 20. marec 1730, Pariz, Francija.

## Razločitev
To je tudi istoimenska opera Francesa Cilee.